# Wapen van Aken
Het wapen van Aken toont een naar rechts kijkende, rood gebekte, getongde en geklauwde adelaar op een gouden schild. De kleuren van de gemeente zijn zwart-geel. 
Het wapen werd geregistreerd op 24 januari 1980, maar wordt al sinds zeer lange tijd gebruikt. De adelaar staat symbool voor het Heilige Roomse Rijk en symboliseert dat Aken een stad was waar de koningen gekroond werden. Alle rijkssteden, dit zijn steden die direct onder de heerschappij van de keizer vielen, hebben een soortgelijke wapentekening.
Alleen tijdens de Napoleotische tijd van 1811 tot 1815  had Aken een ander wapen dat op 6 juni 1811 aan de stad werd toegekend. De bijen verwijzen naar dat Aken bij de goede steden van het rijk hoorde.